# المركز (تلانداود)
المركز هو دُوَّار يقع بجماعة بني أحمد الشرقية، إقليم شفشاون، جهة طنجة تطوان الحسيمة في المملكة المغربية. ينتمي الدوّار لمشيخة تلانداود التي تضم 7 دواوير. يقدر عدد سكانه بـ 752 نسمة حسب الإحصاء الرسمي للسكان والسكنى لسنة 2004.

## روابط خارجية
- البوابة الوطنية للجماعات الترابية
- المندوبية السامية للتخطيط